# Formiguer cellagroc
El formiguer cellagroc (Hypocnemis hypoxantha) és una espècie d'ocell de la família dels tamnofílids (Thamnophilidae).

## Hàbitat i distribució
Habita els boscos de les terres baixes fins als 500 m, del sud-est de Colòmbia, est de l'Equador, est del Perú i Brasil amazònic.